# Jalmari Helander
Jalmari Helander (nacido el 21 de julio de 1976) es un guionista y director de cine finlandés. Es conocido por la película Rare Exports: A Christmas Tale de 2010 (que Cate Blanchett nombró como una de sus películas favoritas), la película de acción y aventuras Big Game de 2014 protagonizada por Samuel L. Jackson y la película de acción de la Segunda Guerra Mundial Sisu de 2022. Antes de dedicarse a los largometrajes, Helander dirigió varios cortometrajes y comerciales de televisión premiados.
Helander es cuñado del actor Jorma Tommila y tío materno del hijo de Jorma, Onni, quienes han actuado en sus películas.

## Filmografía

### Largometrajes
- Rare Exports: A Christmas Tale (2010)
- BigGame (2014)
- Sisu (2022)
- Jerry and Mrs. Universe (TBA)[3]

### Cortometraje
- Iceman (1999)
- Maximilian Tarzan (1999)
- Ukkonen (2001)
- Rare Exports Inc. (2003)
- The Official Rare Exports Inc. Safety Instructions (2005)
- The Fakir (2006)

### Series de TV
- Perfect Commando (2020–)